# Freeform
Freeform là một kênh truyền hình cáp và vệ tinh của Hoa Kỳ thuộc sở hữu của Disney-ABC Television Group của Công ty Walt Disney. Freeform chủ yếu phát sóng chương trình hướng tới thanh thiếu niên và thanh niên - với một số chương trình nghiêng về phía phụ nữ trẻ - trong độ tuổi 14-34, một nhân khẩu học mục tiêu được chỉ định bởi kênh là "becomers". Lập trình của nó bao gồm các trình chạy lại được cung cấp ngoài mạng hiện đại và chuỗi video gốc, các bộ phim nổi bật và các bộ phim gốc cho TV.
Kể từ khi mạng được khởi chạy vào ngày 29 tháng 4 năm 1977, mạng đã trải qua nhiều thay đổi đối với định dạng lập trình của nó và đặt tên theo bốn chủ sở hữu khác nhau; mạng được thành lập như CBN Satellite Service, một phần mở rộng của truyền hình Christian Broadcasting Network của Pat Robertson. Nó phát triển thành một mạng lưới giải trí gia đình tập trung vào năm 1981, và được tách thành một công ty vì lợi nhuận được gọi là International Family Entertainment (IFE) vào năm 1990, cuối cùng được gọi là The Family Channel. Như là một điều kiện của spin-off này, mạng lưới, cho đến ngày nay, đã được hợp đồng yêu cầu để phát sóng một số chương trình tôn giáo được sản xuất bởi CBN, bao gồm The 700 Club và một telethon hàng năm.
Năm 1997, IFE và Kênh Gia đình được mua lại bởi một liên doanh giữa News Corporation và Saban Entertainment, kết quả là tái xây dựng thương hiệu của nó là Fox Family Channel. Các chủ sở hữu mới đã tìm cách định vị lại mạng cho những người xem trẻ tuổi như một người bạn đồng hành cho khối lập trình Fox Kids nổi tiếng của họ. Sau khi mạng bắt đầu đấu tranh như là kết quả của những thay đổi của họ, liên doanh đã được bán cho Disney vào tháng 5 năm 2001, trong một vụ bán hàng cũng bao gồm Saban; kênh này đã đổi tên thành ABC Family sáu tháng sau đó vào ngày 10 tháng 11. Vào ngày 6 tháng 10 năm 2015, Disney-ABC Television Group đã thông báo rằng mạng sẽ đổi tên thành Freeform, chính thức chấp nhận tên đó vào ngày 12 tháng 1 năm 2016.
Tính đến tháng 1 năm 2016, Freeform có sẵn cho 92,0 triệu hộ gia đình ở Hoa Kỳ.

## Liên kết
- Website chính thức
- Freeform Press
- IMDb company trên trang Internet Movie Database
- TheFutonCritic: ABCFamily
- Kênh Freeform trên YouTube